# ناطق علی‌اف
ناطق علی‌اف (ترکی آذربایجانی: Natiq Kamal oğlu Əliyev; ۱۰ اوت ۱۹۵۸ –) مجسمه‌ساز و استاد آذربایجانی است. وی همچنین عضوو افتخاری فرهنگستان هنری روسیه، دریافت کننده عنوان افتخار نقاش خلق آذربایجان و رئیس آکادمی دولتی نقاشی جمهوری آذربایجان است.

## زندگی‌نامه
ناطق علی‌اف ۱۰ ماه اوت سال ۱۹۵۸ در شهر باکو چشم به جهان گشود. در میان سال‌ها ۱۹۷۴ الی ۱۹۷۸ در مدرسه نقاشی عظیم عظیم‌زاده تحصیل کرد و با اخذ لوح تقدیر از آنجا فارغ‌التحصیل شد. بین سالهای ۱۹۷۸ تا ۱۹۸۳ به ادامه تحصیل در آکادمی هنر سن پترزبورگ پرداخت و از آنجا هم با دریافت لوح تقدیر دانش‌آموخته شد. در میان سال‌های ۱۹۸۰ تا ۱۹۸۳ دریافت کننده مستمری لنین بود.
ناطق علی‌اف هم‌اکنون استاد آکادمی دولتی نقاشی جمهوری آذربایجان است. وی همچنین رئیس دانشکده کارگاه آموزشی مجسمه‌سازی و رئیس شورای هنری- روشی این آکادمی است.
به موجب فرمان الهام علی‌اف، رئیس جمهوری آذربایجان مورخ ۱۵ فوریه سال ۲۰۲۳، ناطق علی‌اف رئیس آکادمی دولتی نقاشی جمهوری آذربایجان منصوب شد.

## جوایز
- برنده «جایزه جوانان سراسری جمهوری» - ۱۹۸۹
- نقاش افتخاری آذربایجان
- جایزه سلطان محمد - ۲۰۰۰
- نقاش خلق جمهوری آذربایجان - ۲۹ دسامبر ۲۰۰۵

، جایزه «زیروه» (به فارسی: اوج) - ۲۰۰۸
- نشان افتخار و خدمت اتریش - ۲۰۱۵
- نشان شهرت - ۹ اوت ۲۰۱۹[۳]